# Mediostoma pamiricum
Espèce
Mediostoma pamiricum est une espèce d'opilions dyspnois de la famille des Nemastomatidae.

## Distribution
Cette espèce est endémique du Haut-Badakhchan en Tadjikistan. Elle se rencontre dans le Pamir dans la vallée du Vanch.

## Description
La femelle holotype mesure 2,0 mm.

## Systématique et taxinomie
Cette espèce a été décrite par Staręga en 1987.

## Étymologie
Son nom d'espèce lui a été donné en référence au lieu de sa découverte, le Pamir.

## Publication originale
- Staręga, 1987 : « Eine neue Art der Nemastomatidae (Opiliones) aus dem Pamir, nebst nomenklatorisch-taxonomischen Anmerkungen. » Bulletin de l’Académie Polonaise des Sciences, Série des Sciences Biologiques, vol. 34, no 10/12, p. 301–305.